# Kallblodshäst

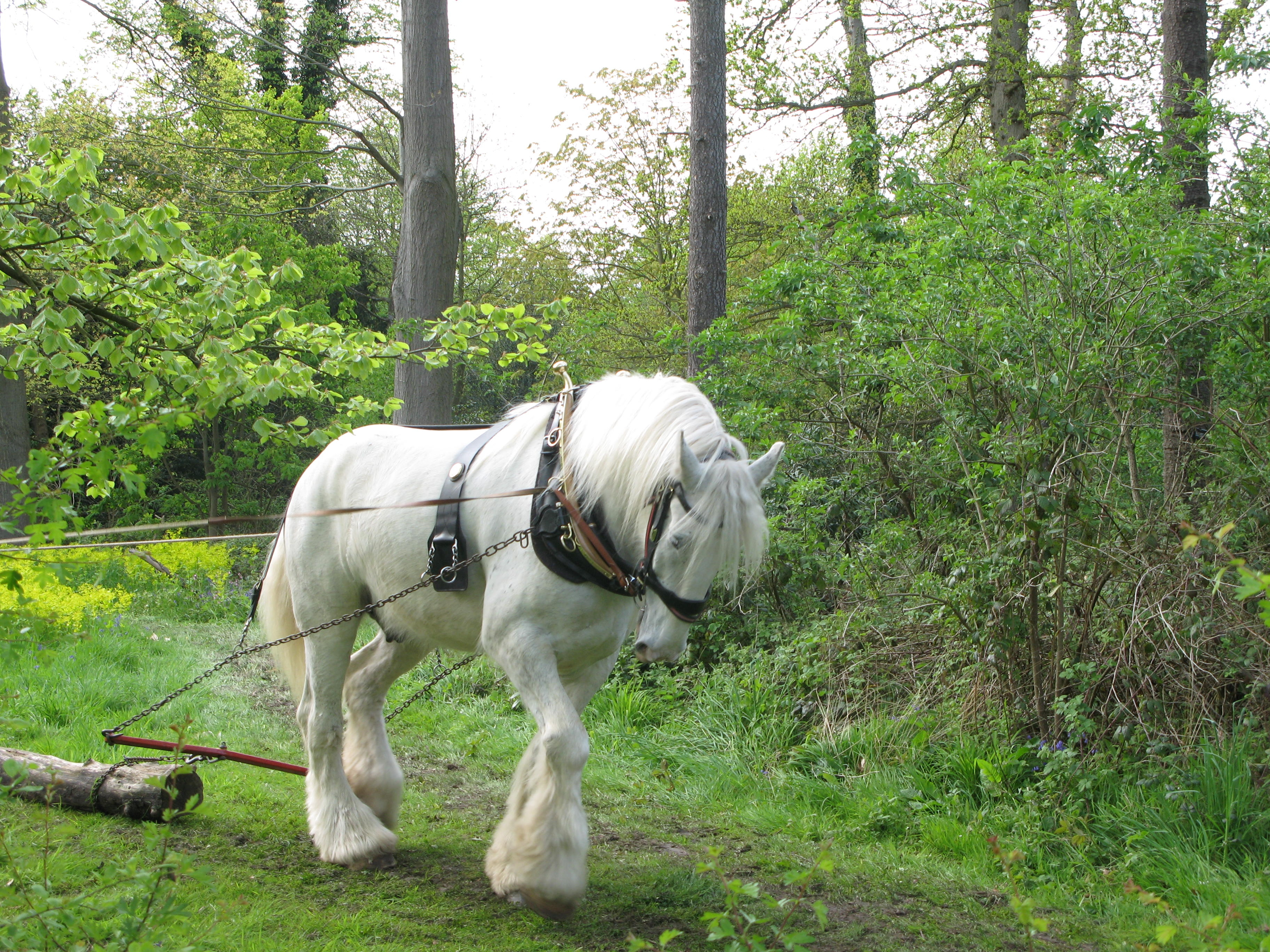
Kallblodshästar som den här shirehästen användes främst som arbetshäst innan mekaniseringen. Än idag använder en del hästar inom jordbruket eller skogsbruket.

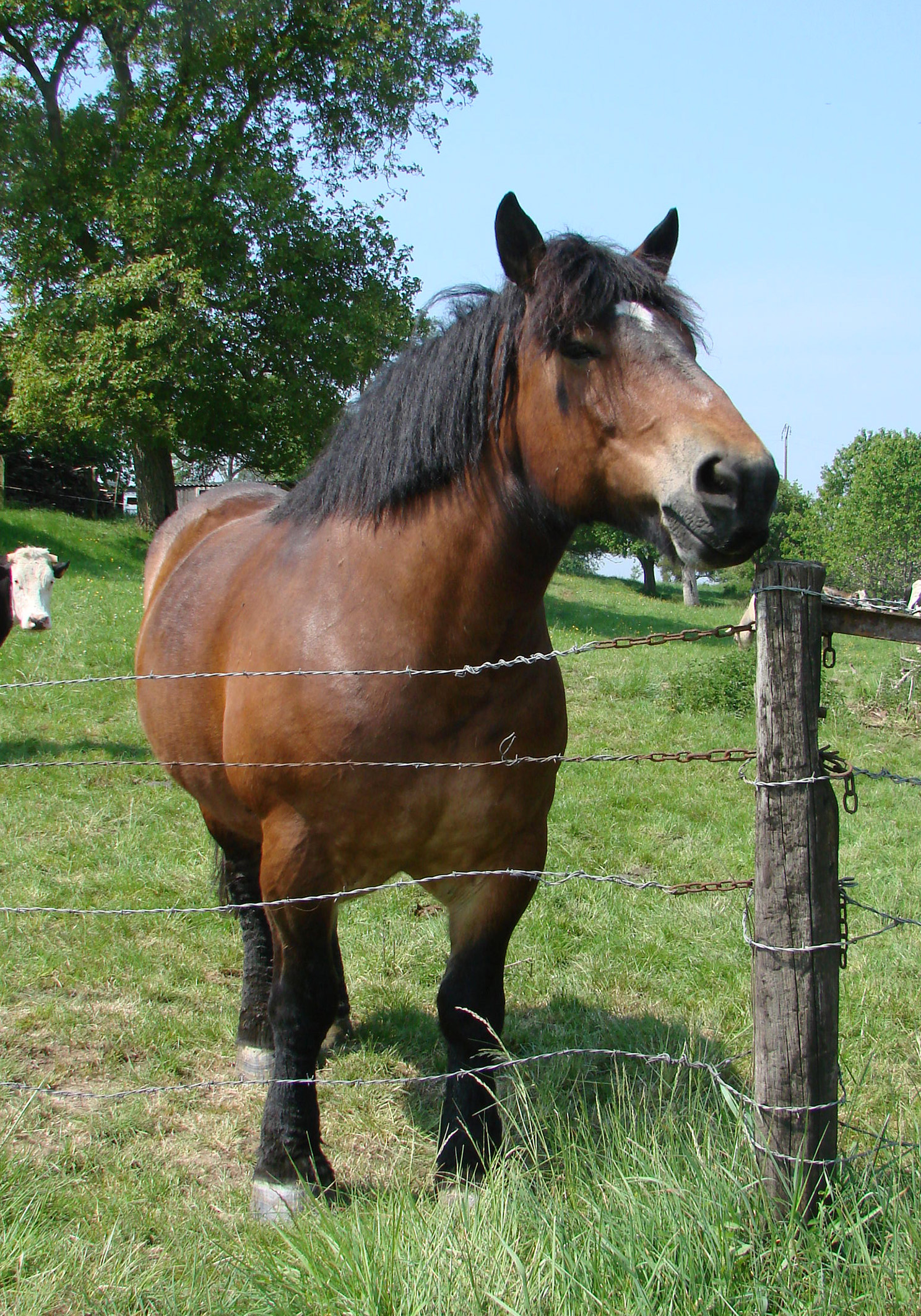
Ardennerhästar har alltid varit framstående bland kallbloden och många länder avlar än idag sina egna varianter på denna ras.

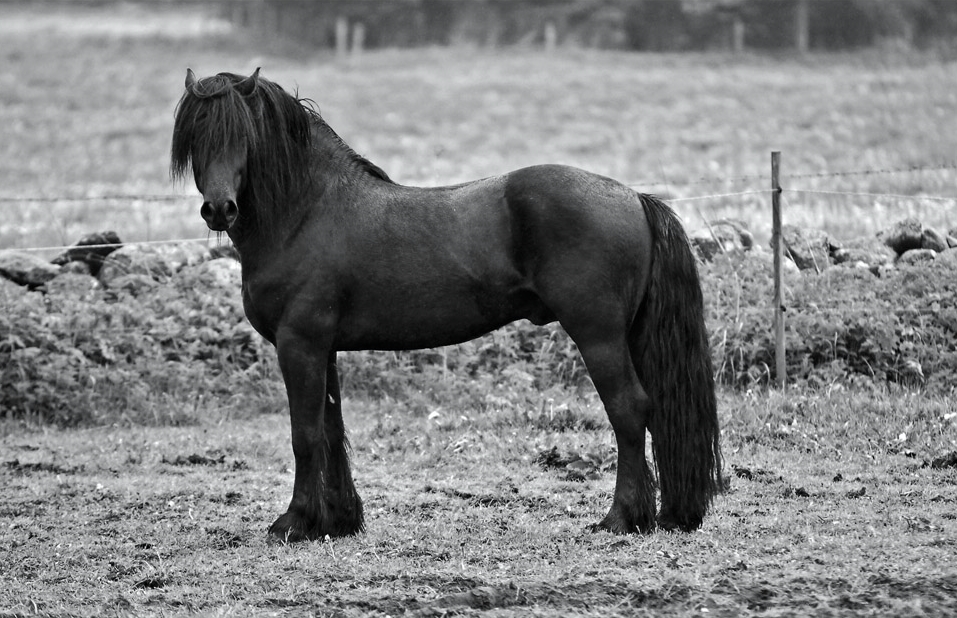
Nordsvensken är en lättare typ av kallblodshäst som idag används både som rid- och körhäst men även inom skogsbruket.

Kallblod är hästar som är framavlade för tunga och långsamma arbetsuppgifter i hårt klimat. De är starka och uthålliga och har ett lugnt och stabilt temperament. Termerna kallblod och varmblod har ingenting med blodets temperatur att göra utan är ett sätt att dela upp hästar efter temperament och andra egenskaper. Exempel på kallblodshästar är percheron, ardenner och shirehäst. 
Kallblod  används mest i jordbruk eller annat dragarbete (till exempel dra stockar i skogen). Den har i allmänhet ett mer flegmatiskt temperament än de lättare hästarna och kännetecknas av en kraftig, robust och mycket muskulös exteriör och inte sällan kraftigt hovskägg på benen. Det finns även lättare kallblodshästar som nordsvensken och den norska dölehästen som används inom travsporten som annars domineras av varmblodshästar.

## Ardennern och stora kallblodsraser
Ardennern är den absolut mest kända och använda kallblodsrasen i världen. Den ingick i utvecklingen av många andra kallblodsraser runt om i Europa. Ardennern kommer ursprungligen från Belgien, men nästan alla europeiska länder har sina egna varianter av rasen. Även Sverige har haft avel av svenska ardennerhästar i nästan hundra år, bland annat genom att korsa importerade belgiska ardennerhästar med den inhemska nordsvenska hästen.
Andra populära kallblodsraser är:
- Islandshäst
- Percheron
- Shirehäst
- Dölehäst
- Finskt kallblod
- Clydesdale
- Suffolk Punch

## Kallblodets karaktär
Kallbloden kännetecknas ofta av sin kraftiga exteriör och styrka. Kallbloden verkar ibland runda och grova men är lugna i temperamentet och ofta väldigt lättfödda och, trots sin storlek, billiga i drift. Många raser av kallblod har kraftigt hovskägg på benen och man och svans har tjockt tagel. Benen är dessutom kraftiga med stora hovar. 
Det moderna kallblodet används inte i lika stor utsträckning idag som för bara hundra år sedan. Förr användes kallbloden som arbetshästar för arbete som körning, skogsbruk, jordbruk, byggarbete eller till och med för att dra spårvagnar och omnibussar. När alla dessa områden moderniserades med ny teknik blev kallblodshästen nästan överflödig. Idag används till exempel nordsvensken mer till ridning än till arbete. Men kallbloden är ändå populära, och även om de inte avlas i lika stor mängd idag som förr i tiden så är de varken utrotningshotade eller olönsamma.